# ژرژ گاروارنتس
ژرژ تیران گاروارنتس (ارمنی: Ժորժ Տիրան Կառվարենց؛ ۱ آوریل ۱۹۳۲ – ۱۹ مارس ۱۹۹۳) یک آهنگساز ارمنی‌تبار اهل فرانسه بود. وی بین سال‌های ۱۹۵۰ تا ۱۹۹۳ میلادی فعالیت می‌کرد. گاروارنتس به خاطر ساخت موسیقی متن فیلم‌ها و آهنگسازی برای شارل آزناوور شناخته می‌شود.

## گزیده فیلمشناسی
از فیلم‌های او می‌توان به یکسره مجنون او اشاره کرد.